# Daphné Patakia
Daphné Ioakimidou Patakia (Bruxelles, 8 giugno 1992) è un'attrice belga con cittadinanza greca.

## Biografia
Nata a Bruxelles da genitori greci, si diploma ad Atene presso il Teatro nazionale della Grecia. Dopo aver interpretato in Grecia alcuni film e cortometraggi, approda a Parigi dove arriva il successo con film come Benedetta, Djam e Les Cinq Diables.

## Filmografia

### Cinema
- Interruption, regia di Yorgos Zois (2015)
- L'Éveil du printemps (Το ξύπνημα της άνοιξης / Spring Awakening), regia di Constantínos Giánnaris (2015)
- Nima, regia di Alexander Voulgaris (2016)
- Rattrapage, regia di Tristan Séguéla (2017)
- Djam, regia di Tony Gatlif (2017)
- Un'educazione parigina (Mes provinciales), regia di Jean-Paul Civeyrac (2018)
- Meltem, regia di Basile Doganis (2019)
- Winona, regia di Alexander Voulgaris (2019)
- Benedetta, regia di Paul Verhoeven (2021)
- Tout le monde m'appelle Mike (Everybody Calls Me Mike), regia di Guillaume Bonnier (2021)
- Les Cinq Diables (The Five Devils), regia di Léa Mysius (2022)

### Cortometraggi
- Akryliko, regia di Nikos Pastras (2015)
- 3000, regia di Antonis Tsonis (2016)
- Glister, regia di Vincent Tricon (2017)
- Nimic. regia di Yorgos Lanthimos (2019)

### Televisione
- Versailles – serie TV, 7 episodi (2018)
- Paris-Brest, regia di Philippe Lioret – film TV (2020)
- OVNI(s) – serie TV, 24 episodi (2021-2022)

## Riconoscimenti
- 2016 – Festival di Berlino
  - Shooting Stars Award per Spring Awakening
- 2022 - Premio Magritte
  - Candidatura come migliore promessa femminile per Benedetta
- 2022 - Premio Lumière
  - Candidatura come rivelazione femminile per Benedetta